# Leuilly-sous-Coucy
Leuilly-sous-Coucy è un comune francese di 427 abitanti situato nel dipartimento dell'Aisne della regione dell'Alta Francia.

## Società

### Evoluzione demografica
Abitanti censiti